# Biosphere
Biosphere (настоящее имя — Гейр Йенссен, норв. Geir Jenssen) — норвежский эмбиент-музыкант, в прошлом был участником коллектива Bel Canto. В отличие от звучания многих эмбиент-проектов, звучание Biosphere имеет ярко выраженный «арктический» оттенок.

## История
Гейр Йенссен родился в 1962 году в Тромсё, городе, который находится почти в 400 километрах севернее полярного круга.
Начиная с 1983 года он пишет музыку. В 1985 Йенссен присоединяется к норвежской синти-поп группе Bel Canto. С ним трио выпустило два первых альбома, но в 1989 Йенссен покинул группу. Под псевдонимом Bleep выходят несколько релизов в стиле эйсид-хаус, а в 1990 году первый альбом The North Pole By Submarine.
Далее Йенссен начал двигаться в новом для себя направлении, выпустив в 1991 году под псевдонимом Biosphere альбом Microgravity на небольшом норвежском лейбле Origo Sound. Под этим именем он начинает развивать свой собственный «арктический» стиль — смесь космического эмбиента с техно-ритмами, обилие разнообразных семплов, взятых из кинофильмов или записанных собственноручно. В 1992 году альбом был переиздан на Apollo, подлейбле знаменитого бельгийского R&S Records.
В 1994 году выходит второй альбом Patashnik, являющийся эволюционным продолжением идей, заложенных в альбоме Microgravity, но, в отличие от предыдущего, он оказался намного более успешным и популярным. В 1995 году компания Levi Strauss & Co. использовала трек «Novelty Waves» с этого альбома в своём рекламном ролике. После этого «Novelty Waves» был переиздан как сингл с ремиксами. Несмотря на последующую известность, Йенссен отказался от предложений своего лейбла поработать с успешными техно- и драм-н-бейс-продюсерами для следующего альбома в таком же, танцевальном, стиле.
Вышедший на «All Saints Records» в 1997 году альбом «Substrata» до сих пор считается лучшей его работой и одним из лучших эмбиент-альбомов за всю историю. Интересно, что в композиции «Kobresia» звучит русскоязычный монолог из документального фильма о русском телепате Карле Николаеве («Это либо металл, либо… Если металл, то крашенный… холодная поверхность…»), и слышны радиоголоса с радиостанции «Радио России» в окружении характерных шумов диапазона коротких волн.
На лейбле Touch Records в 2000 году выходит альбом «Cirque», где Йенссен опять обращается к ритму в своих эмбиент-композициях. Зашумлённые обрывки различных разговоров, джазовые барабанные партии образуют разнообразные ритмические структуры на фоне из смеси засемплированных классических инструментов, оркестровых вставок и атмосферных эффектов.
Следующий альбом, «Shenzhou», был выпущен в 2002 году. Наиболее абстрактный и мрачный альбом, он состоит из закольцованных фрагментов композиции Клода Дебюсси «Море». Из-за его структуры многие сравнивают «Shenzhou» с альбомом Selected Ambient Works Volume II, выпущенным в 1994 году Aphex Twin.
Самый экспериментальный и минималистичный альбом «Autour de la Lune» был выпущен два года спустя. Основу его составляет гул, медленно варьируемый по разными параметрам, так что можно рассматривать этот альбом как работу в стиле дроун-эмбиент. Идея альбома родилась во время фестиваля радио во французском городе Монпелье, где Йенссена вдохновило произведение Жюля Верна «Вокруг Луны» (фр. Autour de la Lune).
«Dropsonde» — вышел в 2006 году, здесь заметно влияние джаза, как, например, на треках «Birds Fly By Flapping Their Wings» и «In Triple Time». За несколько месяцев до этого несколько укороченный вариант альбома (6 треков в отличие от 11, вышедших на CD), вышел на виниле.
Альбом «N — Plants» вышел в 2011 году и был посвящён японским АЭС.
В 2012 году Гейр выпустил альбом, состоящий из hard-to-find (труднонаходимых), редких, взятых со сборников и прочих раритетных треков, выпущенных или записанных в период между 1991-м и 2004-м годами. Альбом получил название «Compilation 1991—2004»
В 2014 году, под псевдонимом Biosphere, были выпущены ремастер-версии легендарных альбомов: Patashnik и Microgravity.
23 сентября 2016 года на лейбле Smalltown Supersound вышел альбом Departed Glories.
12 мая 2017 года вышел мини альбом The Petrified Forest. На создание альбома автора вдохновил одноименный фильм «Окаменелый лес» 1937 года, режиссёра Арчи Майо.
7 июня 2019 года на лейбле Biophon Records вышел альбом The Senja Recordings.
21 января 2022 года на лейбле Biophon Records вышел Shortwave Memories, альбом, вдохновлённый электронной музыкой пост-панка конца 70-х и начала 80-х годов, в особенности произведениями таких авторов, как Мартин Хэннетт и Дэниел Миллер. По словам Йенссена: "Это возвращение к винтажному аналоговому оборудованию конца 70-х и начала 80-х. Большинство этих инструментов не имеют пресетов или памяти, поэтому все звуки были запрограммированы с нуля. Идея заключалась не столько в том, чтобы сделать музыку, которая звучит будто она была написана в тот же период, а в том, что произошло бы, если бы у меня была возможность использовать те же инструменты и проявлять такое же тщательное внимание к деталям, что и упомянутые выше продюсеры."
24 ноября 2023 года на Biophon Records вышел Inland Delta, альбом из девяти новых произведений, записанных в период с 2022 по 2023 год, преимущественно состоящих из импровизированных выступлений на недавно восстановленных винтажных клавишных инструментах.
20 июня 2025 года на лейбле AD 93 вышел альбом The Way of Time, вдохновлённый романом Элизабет Мэдокс Робертс «Время человека», включающий в себя сэмплы голоса Джоан Лорринг из радиопьесы 1951 года по мотивам романа.

## Дискография
В Biosphere
- Microgravity (1991)
- Patashnik (1994)
- Substrata (1997)
- Insomnia (1997)
- Cirque (2000)
- Substrata / The Man with a Movie Camera (2001)
- Shenzhou (2002)
- Autour de la Lune (2004)
- Dropsonde (vinyl) (2005)
- Dropsonde (2006)
- Wireless — Live At The Arnolfini, Bristol (2009)
- N-Plants (2011)
- Compilation 1991—2004 (2012)
- L’Incoronazione Di Poppea (2012)
- Live At Vega, Copenhagen 9.11.1996 (2013)
- Patashnik 2 (2014)
- Microgravity (Remastered) (2015)
- Departed Glories (2016)
- The Petrified Forest (2017)
- The Hilvarenbeek Recordings (2018)
- The Senja Recordings (2019)
- Angel's Flight (2021)
- Shortwave Memories (2022)
- Inland Delta (2023)
- The Way of Time (2025)

Под собственным именем
- Cho Oyu 8201m: Field Recordings from Tibet (2006)

## Совместные работы
С Pete Namlook
- The Fires of Ork (1993)
- The Fires of Ork II (2000)

С Higher Intelligence Agency
- Polar Sequences (1996)
- Birmingham Frequencies (2000)

С Deathprod
- Nordheim Transformed (1998)